# Phalops iphis
Phalops iphis är en skalbaggsart som beskrevs av Olivier 1789. Phalops iphis ingår i släktet Phalops och familjen bladhorningar. Inga underarter finns listade i Catalogue of Life.